# 古河産業
古河産業株式会社（ふるかわさんぎょう、英: Furukawa Sangyo Kaisha, Ltd.）は、古河グループ唯一の商社であり、国内外において素材をメインに販売する企業である。グループ内では、過去の古河商事倒産という歴史から総合商社を持たない体質であるため、業態の急拡大はしないものの堅実な経営を行っている。国内主要都市および海外主要国に拠点を持つ。

## 主力製品・事業
- 電力・通信ケーブル
- 非鉄金属原料・素材・加工品
- 化学品
- 樹脂原料・成型品、設備・機械
- ドローン点検・測量サービス、抗菌剤など

## 主要事業所
- 本社 - 東京都港区新橋4丁目21番3号 新橋東急ビル14階、15階、16階
- 関西支社 - 大阪府大阪市北区梅田2-2-22 ハービスENTオフィスタワー10階
- 中部支社 - 愛知県名古屋市中村区名駅一丁目1番3号 JRゲートタワー43階
- 北海道支店 -  北海道札幌市中央区北1条西4丁目1-2 武田りそなビル5階
- 東北支店 - 宮城県仙台市青葉区一番町4-1-25 東二番丁スクエア12階
- 北関東支店 - 栃木県宇都宮市大通り4-1-20 けやき通りビル2階
- 群馬支店 - 群馬県太田市内ヶ島町1067
- 中四国支店 - 広島県広島市中区中町8-18 広島クリスタルプラザ9階
- 九州支店 - 福岡県福岡市博多区博多駅前3-2-1 日本生命博多駅前ビル3階
- 姫路営業所 - 兵庫県姫路市白銀町24 みなと銀行第一生命共同ビル3階
- 高松オフィス -  香川県高松市寿町1-1-12 パシフィックシティ高松4階

## 沿革
- 1947年 - 東栄電業株式会社として設立、電線、伸銅品、電池類の販売を開始
- 1959年 - 古河産業株式会社に商号変更
- 1964年 - 建設工事業を登録
- 1989年 - 香港に現地法人を設立（古河産業（香港）有限公司）
- 2001年 - 株式会社東邦商会（明治41年創業）を子会社化
- 2007年 - マニラ駐在員事務所を開設
- 2008年 - ISO 14001 国内全拠点での認証取得完了
- 2010年 - 米国に現地法人を設立（Furukawa Sangyo North America, Inc.)
- 2016年 - 欧州駐在員事務所を開設
- 2018年 - JIS Q 9100（航空・宇宙品質マネジメントシステム）認証取得（航空関連拠点のみ）

## 主要関係会社

### 国内グループ企業
- 東京電化工業株式会社
- 株式会社東邦商会

### その他関係会社
- JFE日建板株式会社
- 東栄端子株式会社

### 海外拠点
- 香港・深圳・厦門・広州・上海・北京・大連・天津・台湾・韓国・マレーシア・タイ・ベトナム・フィリピン・インド・アメリカ・ドイツ